# Дом-музей Б. И. Пророкова
Дом-музей Б. И. Пророкова расположен в городе Иваново и посвящён жизни и творчеству народного художника СССР Бориса Ивановича Пророкова; является подразделением Ивановского областного художественного музея.

## История
Деревянный одноэтажный дом, в котором жила семья Пророковых до 1949 года, был построен в 1927 году. Посаженные ещё при жизни художника в саду при доме деревья сегодня продолжают расти на территории музея, который открылся в этом доме 4 июня 1980 года.
В начале 1980-х годов улица Черкасская, на которой расположен музей, была переименована в честь художника в улицу Пророкова.

## Экспозиция

Интерьеры музея

В коллекции музея представлены работы художника в жанрах графики, живописи и скульптуры, в том числе представлены эскизы, наброски, авторские повторения и варианты. Экспозиция представляет весь период творчества художника с конца 1920-х годов по начало 1970-х годов. Среди наиболее ценных отмечаются работы из серий «Это не должно повториться» (1958—1959 годы), «В Европе — американцы» (1952 год) и «Сыну» (1969—1970 годы).
Супруга художника, Софья Александровна Пророкова, также передала в дар музею документы и фотографии, награды Б. И. Пророкова, а также книги.
Всего в коллекции музея на 2014 год насчитывалось 3099 единиц хранения, из которых 2319 — в основном фонде.